# Taylor Braun
Taylor Braun (Newberg, Oregón; 6 de julio de 1991) es un jugador de baloncesto estadounidense que actualmente se encuentra sin equipo. Con 2,01 metros de estatura, juega en la posición de alero.

## Trayectoria deportiva
Jugador formado en los Bison de North Dakota State. Alero que pasa de los 2 metros de los que podríamos catalogar como All Around Player. Realizó un buen primer año como profesional en una liga que poco a poco va creciendo, como es la Scooore League belga. Jugador más valorado de su equipo, bien secundado por la metralleta Rotnei Clarke, otro mito NCAA, ahora, Braun ha subido un escalón más y ha fichado por el Ratiopharm Ulm para disputar la BEKO BBL alemana, una competición que ya está entre las tops europeas.
El 20 de diciembre de 2020, firma por el Maccabi Haifa B.C. de la Ligat ha'Al, tras jugar las dos temporadas anteriores en el Hapoel Be'er Sheva B.C.

## Selección nacional
Braun jugó dos partidos para la selección de baloncesto de Estados Unidos durante la ventana de febrero de 2018 en el marco de la clasificación de FIBA Américas para la Copa Mundial de Baloncesto de 2019.